# Mark Illsley
Mark Illsley (ur. 4 czerwca 1958 w Santa Rosa w Kalifornii) – amerykański reżyser filmowy, najbardziej znany jako twórca tragikomedii Happy, Texas (1999).
Od września 2001 r. żonaty z Jill Zimmerman.

## Nagrody i wyróżnienia
- 1999, Sundance Film Festival:
  - nominacja do nagrody Grand Jury Prize w kategorii film dramatyczny (za Happy, Texas)
- 1999, Deauville Film Festival:
  - nominacja do nagrody Grand Special Prize (za Happy, Texas)
- 1999, Sudbury Cinéfest:
  - Nagroda Audiencji (za Happy, Texas)
- 1999, Verzaubert − International Gay & Lesbian Film Festival:
  - nominacja do nagrody Rosebud w kategorii najlepszy film (za Happy, Texas)